# Love Songs (Jennifer Love Hewitt)
Love Songs è il primo album di Jennifer Love Hewitt, pubblicato nel 1992.

## Tracce
1. First Taste of Love (Carroll, Etoll, Stober) – 3:55
2. Bedtime Stories (Etoll, Gibson) – 3:55
3. Please Save Us the World (Casgrove) – 3:34
4. Won't U B Mine (Etoll) – 4:37
5. Listen (To You Heart) (Etoll, Roberts) – 3:41
6. 90's Kids (Grenga, Love, McLaughlin) – 4:41
7. I'll Find You (Etoll) – 3:37
8. Dancing Queen (Andersson, Anderson, Ulvaeus) – 3:59
9. What's It Gonna Take (Margolis, Mellman) – 3:27
10. A Little Jazz (Andrews, Young) – 3:13
11. Ben (Black, Scharf) – 2:42

## Formazione
- Jennifer Love Hewitt - vocals, background vocals
- Rod Antoon - drums, keyboard
- Leon "Ndugu" Chancler - drums
- Brad Cole - keyboard
- Liz Constantine - background vocals
- N'Dea Davenport - background vocals
- Jerry Deaton - drums
- Joel Derouin - violin, concert master
- Bruce Dukov - violin
- Bob Etoll - guitar, drums
- Charles Everett - violin
- Armen Garabedian - violin
- Berj Garabedian - violin
- Debbie Gibson - background vocals
- Gary Herbig - saxophone
- Suzie Katayama - conductor
- Peter Kent - violin
- Rob Lorentz - violin
- Dave Marotta - bass
- Quincy McCrary - background vocals
- Kelly Parkinson - violin
- Starr Parodi - keyboard
- Greg Poree - acoustic guitar
- Sheldon Reynolds - guitar
- Steve Richards - cello
- Wolfgang Schmid - bass
- Daniel Smith - cello
- Jana Sorenson - background vocals
- Ralph Stemmann - synclavier
- Chad Wackerman - drums
- John Wheelock - electric guitar
- Fred White - background vocals
- Ed Willett - cello
- Herschel Wise - viola
- John Yoakum - oboe
- Derek J. Young - background vocals

## Produzione
- Producers: Rod Antoon, Bob Etoll, Greg Poree, Jeffrey Weber
- Engineer: Wolfgang Aichholz, John Baker, Vincent Cirilli, Walter Clissen, Clark Germain, Khaliq Glover, Mike McDonald
- Mixing: Walter Clissen, Harry Maslin
- Mixing assistant: Matt Pakucko
- Sound technician: Ralph Stemmann
- Keyboard programming: Rod Antoon, Brad Cole, Jerry Deaton, Bob Etoll
- Arrangers: Rod Antoon, Brad Cole, Jerry Deaton, Bob Etoll, Greg Poree, Jeffrey Weber
- String arrangements: Suzie Katayama